# لاچاپاروسا (تگزاس)
لاچاپاروسا (به انگلیسی: La Chuparosa) یک منطقهٔ مسکونی در ایالات متحده آمریکا است که در شهرستان استار، تگزاس واقع شده‌است. لاچاپاروسا ۴۹ نفر جمعیت دارد.